# Unité urbaine de Saint-Dié-des-Vosges
L'unité urbaine de Saint-Dié-des-Vosges est une unité urbaine française centrée sur la commune de Saint-Dié-des-Vosges, sous-préfecture des Vosges.

## Données générales
En 2010, selon l'Insee, l'unité urbaine était composée de seize communes.
En 2020, à la suite d'un nouveau zonage, elle est composée des seize mêmes communes.
En 2022, avec 40 359 habitants, elle représente la 2e unité urbaine du département des Vosges et occupe le 16e rang dans la région Grand-Est.
En 2022, sa densité de population s'élève à 136 hab/km2. Par sa superficie, elle représente 5,05 % du territoire départemental et, par sa population, elle regroupe 11,25 % de la population du département des Vosges.

## Composition selon la délimitation de 2020
Elle est composée des seize communes suivantes :
| Nom                                 | Code Insee | Département | Statut       | Superficie (km2) | Population (dernière pop. légale) | Densité (hab./km2) | Modifier                                    |
| ----------------------------------- | ---------- | ----------- | ------------ | ---------------- | --------------------------------- | ------------------ | ------------------------------------------- |
| Saint-Dié-des-Vosges (ville-centre) | 88413      | Vosges      | ville-centre | 46,15            | 19 324 (2022)                     | 419                | modifier les données · modifier les données |
| Anould                              | 88009      | Vosges      | banlieue     | 24,23            | 3 262 (2022)                      | 135                | modifier les données · modifier les données |
| Ban-sur-Meurthe-Clefcy              | 88106      | Vosges      | banlieue     | 45,04            | 961 (2022)                        | 21                 | modifier les données · modifier les données |
| Coinches                            | 88111      | Vosges      | banlieue     | 5,69             | 349 (2022)                        | 61                 | modifier les données · modifier les données |
| Fraize                              | 88181      | Vosges      | banlieue     | 15,59            | 2 849 (2022)                      | 183                | modifier les données · modifier les données |
| Mandray                             | 88284      | Vosges      | banlieue     | 12,36            | 590 (2022)                        | 48                 | modifier les données · modifier les données |
| Nayemont-les-Fosses                 | 88320      | Vosges      | banlieue     | 8,91             | 776 (2022)                        | 87                 | modifier les données · modifier les données |
| Nompatelize                         | 88328      | Vosges      | banlieue     | 6,91             | 535 (2022)                        | 77                 | modifier les données · modifier les données |
| Pair-et-Grandrupt                   | 88341      | Vosges      | banlieue     | 4,58             | 491 (2022)                        | 107                | modifier les données · modifier les données |
| Plainfaing                          | 88349      | Vosges      | banlieue     | 38,56            | 1 592 (2022)                      | 41                 | modifier les données · modifier les données |
| Remomeix                            | 88386      | Vosges      | banlieue     | 4,73             | 435 (2022)                        | 92                 | modifier les données · modifier les données |
| Saint-Léonard                       | 88423      | Vosges      | banlieue     | 14,57            | 1 379 (2022)                      | 95                 | modifier les données · modifier les données |
| Sainte-Marguerite                   | 88424      | Vosges      | banlieue     | 5,55             | 2 253 (2022)                      | 406                | modifier les données · modifier les données |
| Saint-Michel-sur-Meurthe            | 88428      | Vosges      | banlieue     | 15,54            | 1 794 (2022)                      | 115                | modifier les données · modifier les données |
| Saulcy-sur-Meurthe                  | 88445      | Vosges      | banlieue     | 16,37            | 2 319 (2022)                      | 142                | modifier les données · modifier les données |
| Taintrux                            | 88463      | Vosges      | banlieue     | 31,69            | 1 450 (2022)                      | 46                 | modifier les données · modifier les données |

## Démographie
| 1968   | 1975   | 1982   | 1990   | 1999   | 2010   | 2015   | 2022   |
| ------ | ------ | ------ | ------ | ------ | ------ | ------ | ------ |
| 42 887 | 43 743 | 43 463 | 42 854 | 43 193 | 43 879 | 41 934 | 40 359 |

#### Données générales
- Unité urbaine
- Aire d'attraction d'une ville
- Liste des unités urbaines de France

#### Données démographiques en rapport avec l'unité urbaine de Saint-Dié-des-Vosges
- Aire d'attraction de Saint-Dié-des-Vosges
- Arrondissement de Saint-Dié-des-Vosges

#### Données démographiques en rapport avec les Vosges
- Démographie du département des Vosges